# Sint-Donaaskerk (Zeebrugge)

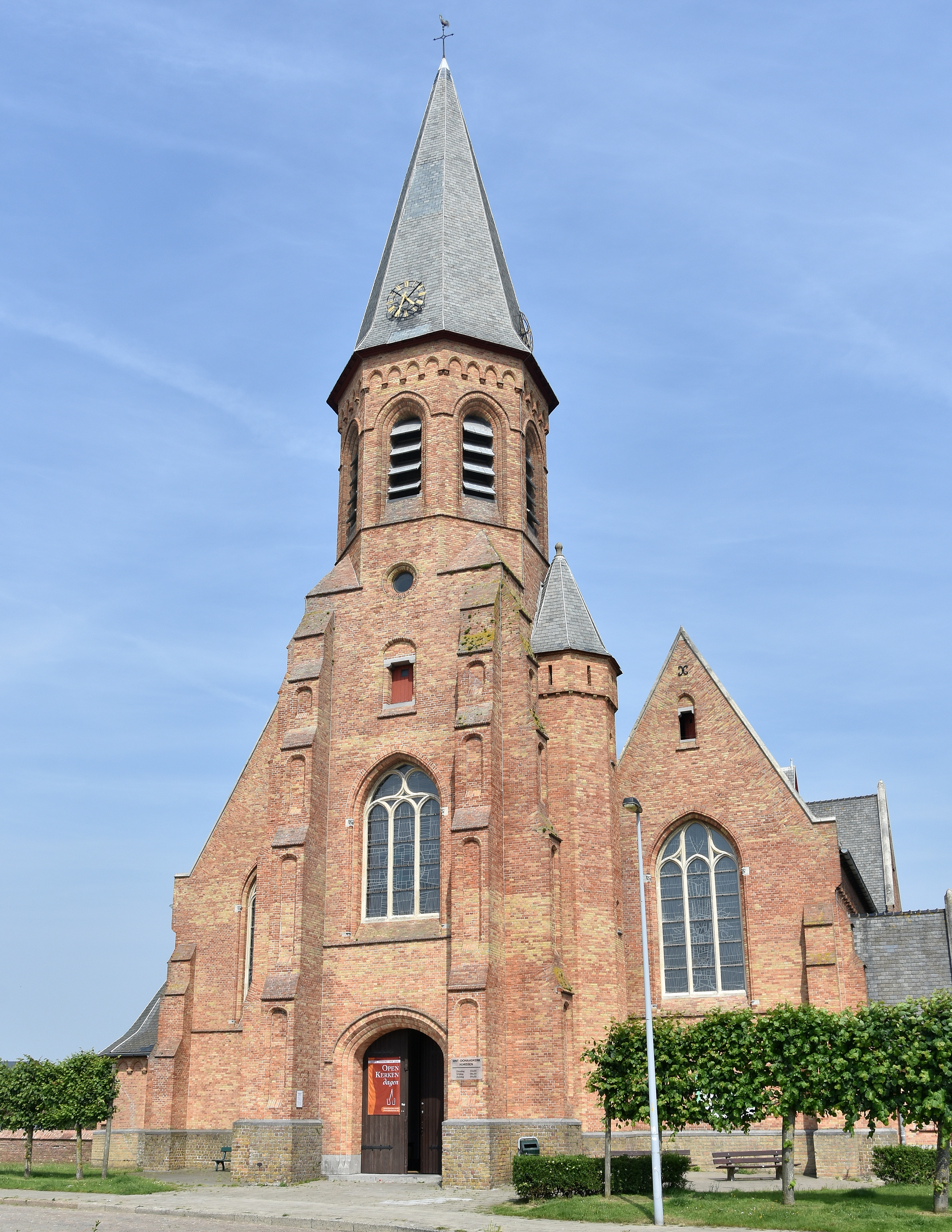
De Sint-Donatuskerk

De Sint-Donaaskerk (ook: Sint-Donatuskerk of Sint-Donatiuskerk) is de parochiekerk van de tot de Belgische stad Brugge behorende kustplaats Zeebrugge, gelegen aan de Sint-Donaaskerkstraat. De kerk is toegewijd aan Donatianus van Reims, een Frans bisschop uit de 4e eeuw en beschermheilige van de stad Brugge.

## Geschiedenis
De parochie werd op vraag van schoolzuster Josephine opgericht in 1900, toen de expansie van Zeebrugge werd ingezet. Van 1910-1911 werd een kerk gebouwd naar ontwerp van René Buyck. Deze brandde op 8 mei 1918 grotendeels af, werd hersteld en in 1920 weer in gebruik genomen. Tijdens de Tweede Wereldoorlog werd de kerk opnieuw zwaar beschadigd. Men moest gebruik maken van een noodkerk totdat, in 1951, de kerk herbouwd werd.

## Gebouw
Het betreft een driebeukige bakstenen hallenkerk in neogotische stijl. Hij heeft een vooraangeplaatste toren, met een achtkante bovenbouw op een vierkante benedengeleding, welke van steunberen is voorzien. De kerk heeft een pseudotransept en een driezijdige koorafsluiting. De glasramen uit 1966 zijn een creatie van Lionel Holvoet uit Wevelgem.
De kerk is voorzien van een gedenkplaat met opschrift, naar aanleiding van het sneuvelen van vier Britse militairen tijdens de aanval op de haven van Zeebrugge:

To the Glory of God and in Memory of these three Officers and one Mechanic of the Royal Navy Who fell on the Mole at Zeebrugge on St George's Day 1918 and have no known Grave Wing Commander Brock F.A. O.B.E. Lieutenant Commander Harrison A.L.V.C. Lieutenant Hawkins C.E.V. Mechanic Second Class F/50269 Rouse J.

Bij de kerk ligt het Kerkhof van Zeebrugge, met Britse en Duitse oorlogsgraven uit de Eerste Wereldoorlog.

## Galerij

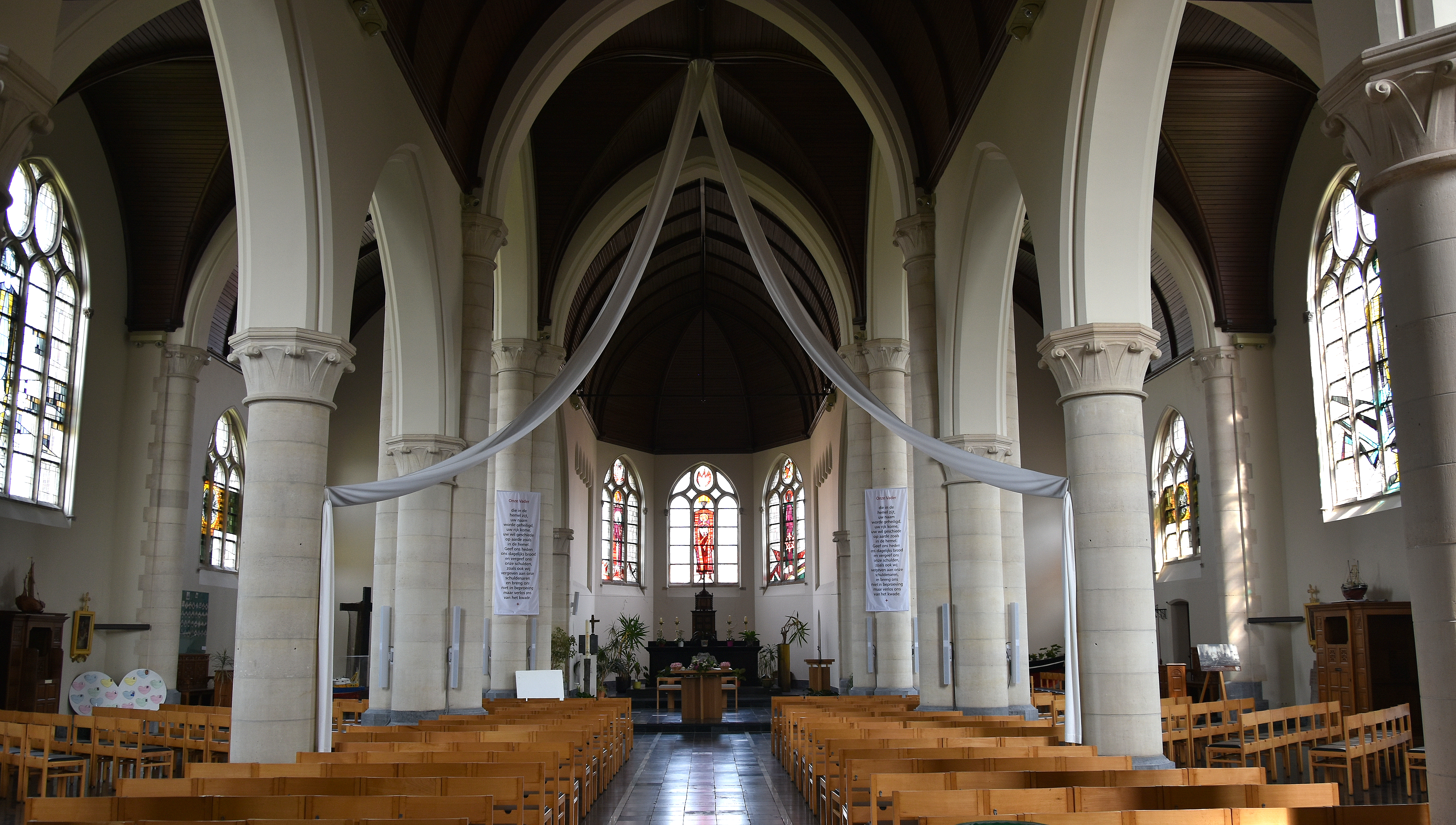
Het kerkschip
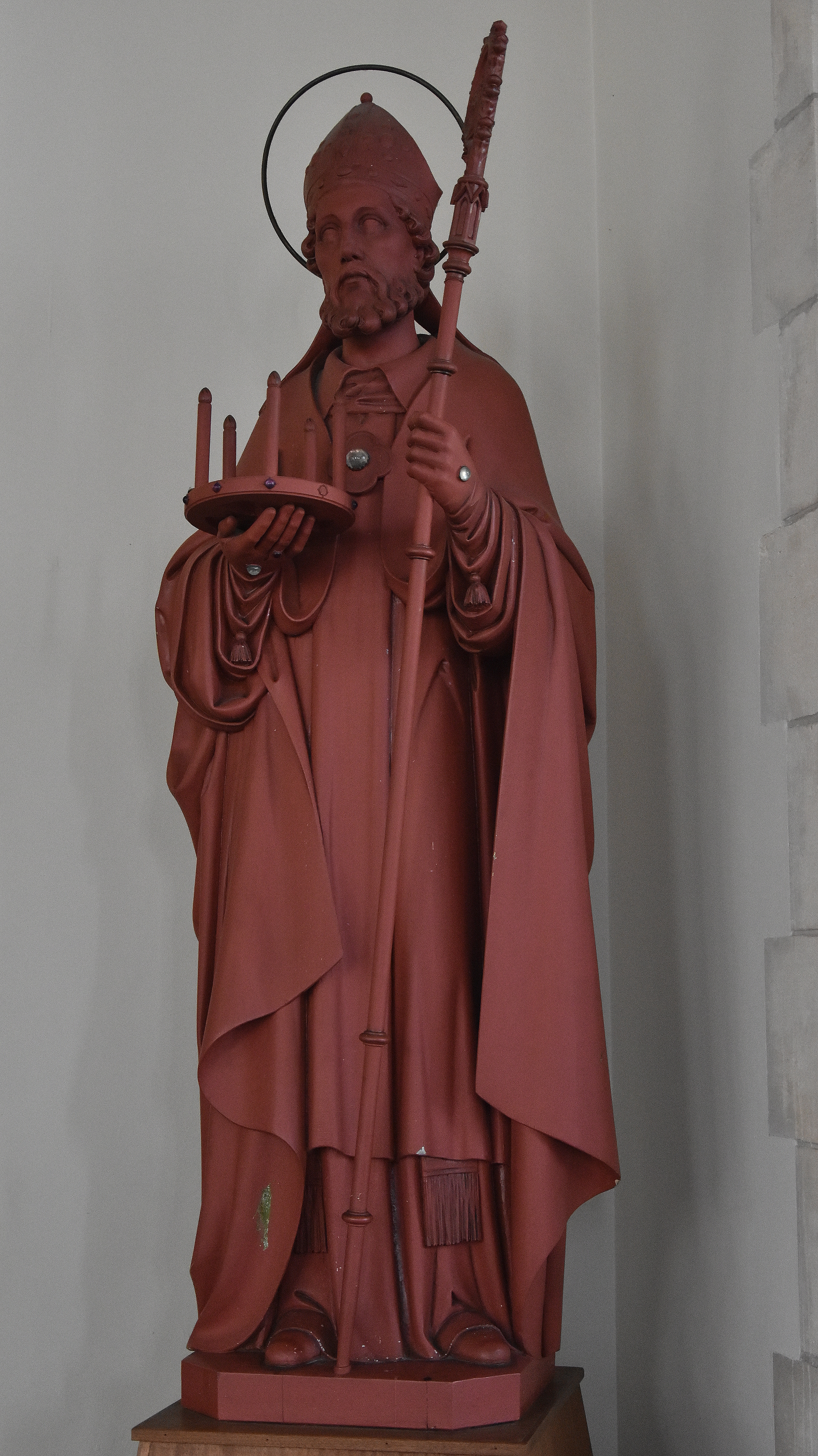
Donatianus van Reims in de kerk
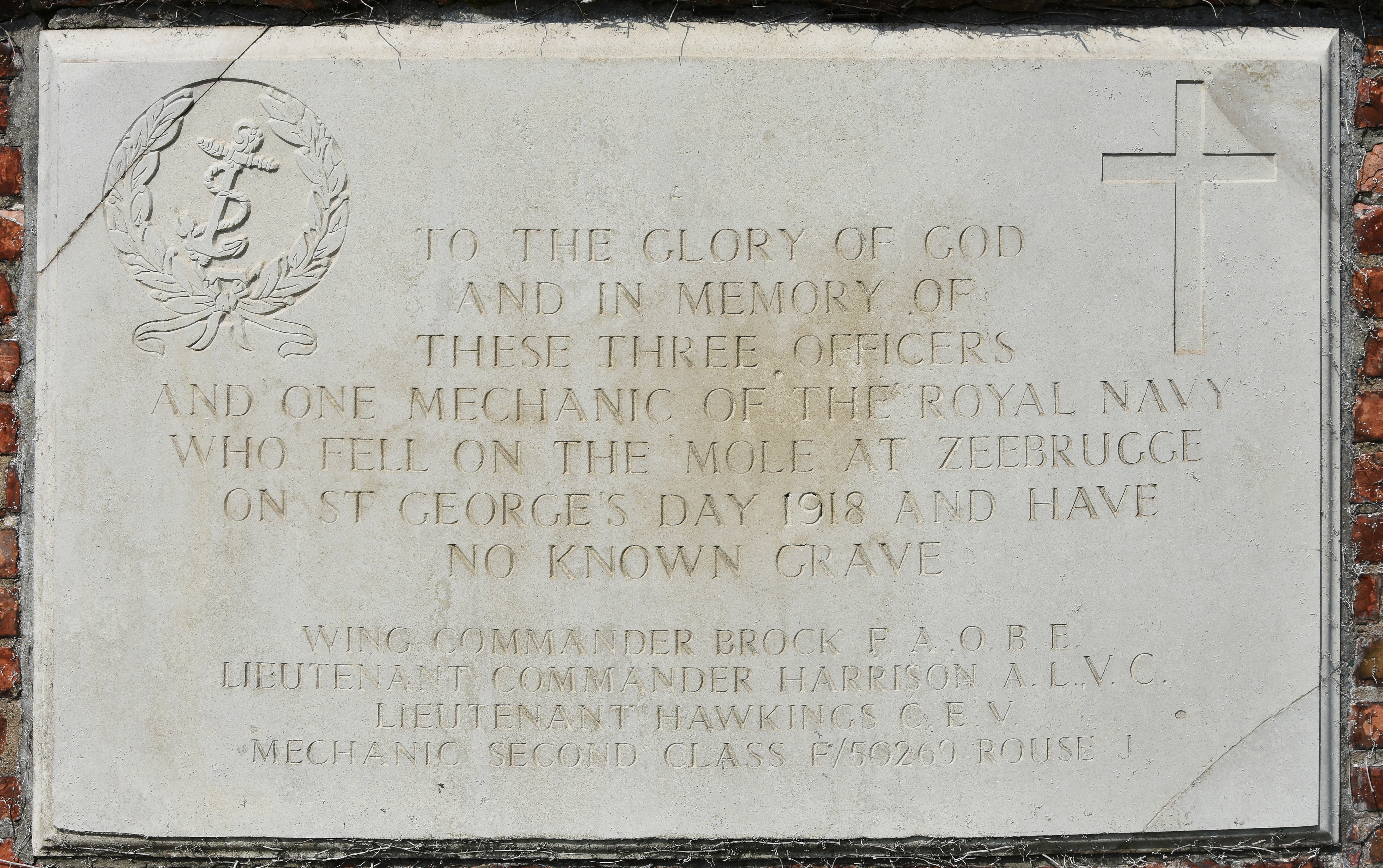
De gedenkplaat